# Sare Suleimão Bei
Sare Suleimão Bei (em turco: Sarı Süleyman Bey; lit. "Suleimão Bei, o Loiro"; fl. 1643) foi um governador curdo otomano, chefe dos mamuditas (uma tribo curda) sob o regime otomano, que fortaleceu o Castelo de Coxape na região do lago de Vã.